# Species 8472
Species 8472 is een fictief ras uit de televisieserie Star Trek.
De soort werd ontdekt door de Borg in een aparte vloeibare ruimtelaag, die normaal niet toegankelijk is. De Borg probeerden deze soort te assimileren, maar door een uitzonderlijk afweersysteem hadden de nanosondes geen effect.
Soort 8472 verklaarde de Borg de oorlog omdat hun ruimte werd besmet door de aanwezigheid van de Borg. De Borg verloren miljarden werkers in de strijd omdat ze zich niet konden aanpassen aan de wapens van soort 8472. De schepen van soort 8472 zijn gemaakt van biomaterie.
Op het sterrenschip U.S.S. Voyager werden nanosondes verbeterd, waardoor ze wel effect hadden.
Vanwege het gevaar dat soort 8472 zag in de mensheid werd een ruimtestation gebouwd, waarbij de Starfleet Academie werd nagemaakt om als trainingskamp te dienen voor een infiltratie op aarde.
Voyager reageerde op een signaal dat van Starfleet afkomstig leek. Aangekomen bij het ruimtestation werd deze door bemanningsleden van Voyager bezocht. Daar werd door Chakotay ontdekt dat het een trainingskamp betrof. Soort 8472 raakte uiteindelijk overtuigd van het feit dat de mensheid geen bedreiging voor hen vormde.
Verder is er bij de Federatie erg weinig bekend over deze soort. Totdat er meer bekend is wordt de aanduiding "soort 8472" aangehouden. Deze aanduiding is van de Borg afkomstig.
In aflevering 1 van Seizoen 7 geeft Axum aan bij Seven of Nine, dat hij contact gaat zoeken met soort 8472 en dat hij gaat proberen of hij soort 8472 aan zijn kant kan krijgen in hun strijd tegen de Borg.
Dit nadat Captain Janeway, Tuvok en B'elanna Torres een virus hebben los gelaten binnen de centrale plexus, waardoor de Borg Drones met de mutatie tot Unimatrix Zero, worden los gekoppeld van het Collectief.